# Stuart Little 2
Stuart Little 2 és una pel·lícula estatunidenca dirigida per Rob Minkoff, estrenada l'any 2002. És la continuació del film Stuart Little estrenat l'any 1999. Ha estat seguit per Stuart Little 3 l'any 2005. Ha estat doblada al català

## Argument
Stuart està sol perquè el seu germà George prefereix jugar amb els seus propis amics. Però salva la vida d'un ocellet, Margalo, i una amistat comença, quan, sobtadament, aquesta desapareix. Stuart marxa a la seva recerca acompanyat del seu gat Snowbell. Descobreixen aleshores que Margalo és sota la influència d'un perillós falcó, que l'entrena a cometre robatoris.

## Repartiment
- Geena Davis: Eleanor Little
- Hugh Laurie: Frederick Little
- Jonathan Lipnicki: George Little
- Anna Hoelck i Ashley Hoelck: Martha Little
- Marc John Jefferies: Will
- Angelo Massagli: Wallace
- Jim Doughan: l'entrenador
- Conan McCarty: l'àrbitre
- Brad Garrett: el lampista

i les veus de :
- Michael J. Fox: Stuart Little
- Nathan Lane: Snowbell
- Melanie Griffith: Margalo, el canari
- James Woods: el falcó diabòlic
- Steve Zahn: Monty, el gat

## Banda original
- I'm Alive - Céline Dion
- Put a Little Love in Your Heart - Warren Campbell
- One - Harry Nilsson
- Alone Again (Naturally) - Gilbert O'Sullivan
- Top of the World - Mandy Moore
- The Beach - Bernard Herrmann
- Another Small Adventure - Chantal Kreviazuk

## Producció
- El rodatge va tenir lloc del 5 de març a juny 2001 a Culver City, Los Angeles, Nova York i Pasadena.

## Premis i nominacions
Premis
- Premi Visual Effects Society 2003: Millor animació de personatge en un llargmetratge d'animació (Tony Bancroft, David Schaub, Eric Armstrong i Sean Mullen)

Nominacions
- Premi British Academy Children's 2003: Millor film per a nens